# Oecetis rectangula
Oecetis rectangula är en nattsländeart som beskrevs av Douglas E. Kimmins 1963. Oecetis rectangula ingår i släktet Oecetis och familjen långhornssländor. Inga underarter finns listade i Catalogue of Life.